# Phebellia glirina
Phebellia glirina là một loài ruồi trong họ Tachinidae.